# Denis Vaucher
Denis Louis Vaucher (ur. 18 lutego 1898 we Fleurier, zm. 24 lutego 1993) – biegacz narciarski oraz biathlonista. Reprezentował Szwajcarię na I Zimowych Igrzyskach Olimpijskich w Chamonix, gdzie wspólnie z kolegami zdobył złoty medal w patrolu wojskowym.
Vaucher był członkiem narciarskiego klubu z Berna, który został założony w 1900 roku.